# 1977 (album)
Albums de Ash
Trailer
(1994) Live at the Wireless
(1997)
1977 est un album de Ash, sorti le 6 mai 1996.

## L'album
Certainement l'un des meilleurs premiers albums des années 90 écrit Daniel Zugna. Il prend la tête des charts britanniques du 18 au 24 mai 1996. Il fait partie des 1001 albums qu'il faut avoir écoutés dans sa vie.

### Titres
Tous les titres sont de Tim Wheeler, sauf mentions.
1. Lose Control (Wheeler, Mark Hamilton) (3:37)
2. Goldfinger (4:31)
3. Girl from Mars (3:30)
4. I'd Give You Anything (4:31)
5. Gone the Dream (3:29)
6. Kung Fu (2:17) (hommage à Jackie Chan)
7. Oh Yeah (4:45)
8. Let It Flow (4:42)
9. Innocent Smile (Hamilton, Wheeler) (5:52)
10. Angel Interceptor (Wheeler, Rick McMurray) (4:04)
11. Lost in You (4:19)
12. Darkside Lightside (16:49)
13. Sick Party (titre caché) (5:43)

### Musiciens
- Mark Hamilton : basse
- Rick McMurray : batterie
- Tim Wheeler : guitare, voix, cordes
- Lisa Moorish : voix